# Montgobert
Montgobert é uma comuna francesa na região administrativa de Altos da França, no departamento de Aisne. Estende-se por uma área de 11,18 km². Em 2010 a comuna tinha 200 habitantes (densidade: 17,9 hab./km²).